# 사당

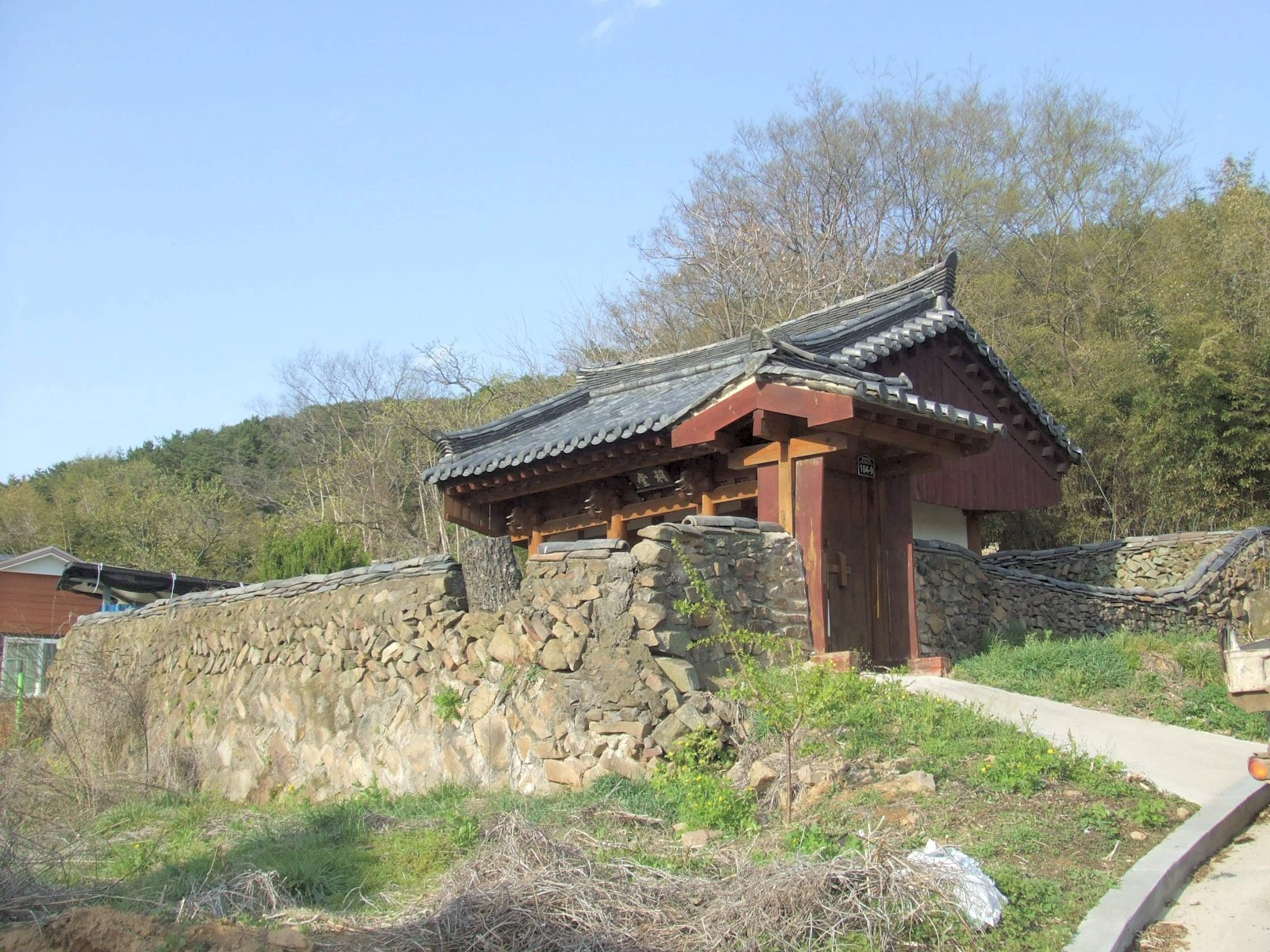
달성군 문양리에 있는 동래 정씨의 사당

사당(祠堂)은 조상의 신주를 모시고 제사를 지내던 집이다. 사당집, 사우(祠宇), 가묘라고도 하며, 왕실의 사당은 종묘라고 한다. 주자의 ≪가례 家禮≫에서 사당이라고 칭하여 통용되었다.

## 역사
한국에서는 삼국시대에 들어와 고려시대에 보급된 뒤 조선시대에는 이를 철저히 지켰다. 오늘날에 와서는 새로 신주를 조성하는 집안이 많지 않아 사당은 특별한 경우에만 볼 수 있게 되었다.

## 같이 보기
- 중국의 민간신앙
- 적관
- 종족 (혈연 집단)
- 꽌시
- 한국의 제사